# Іван Лепиньїца
Іван Лепиньїца (хорв. Ivan Lepinjica, нар. 9 липня 1999, Рієка) — хорватський футболіст, півзахисник клубу «Рієка». На умовах оренди виступає за «Армінію» (Білефельд).

## Клубна кар'єра
Народився 9 липня 1999 року в місті Рієка. Вихованець футбольної школи клубу «Рієка». 2018 року для отримання ігрової практики був відданий в оренду в «Задар», в якому дебютував на дорослому рівні, взявши участь у 12 матчах чемпіонату.
На початку 2019 року Лепиньїца повернувся до «Рієки», де швидко став основним гравцем і допоміг команді двічі поспіль у 2019 та 2020 роках виграти Кубок Хорватії. Станом на 7 серпня 2022 року відіграв за команду з Рієки 77 матчів у національному чемпіонаті.

## Виступи за збірну
Виступав за юнацькі збірні Хорватії. У 2017 році Лепиньїца тричі зіграв за збірну Хорватії U-19 та один раз за команду U-20 у 2019 році.
З 2019 року залучався до складу молодіжної збірної Хорватії. На молодіжному рівні зіграв у 5 офіційних матчах.

## Статистика виступів

### Статистика клубних виступів
| Сезон             | Команда           | Чемпіонат         | Чемпіонат | Чемпіонат | Національний кубок | Національний кубок | Національний кубок | Континентальні кубки | Континентальні кубки | Континентальні кубки | Інші змагання | Інші змагання | Інші змагання | Усього | Усього | Усього |
| Сезон             | Команда           | Ліга              | Ігор      | Голів     | Ліга               | Ігор               | Голів              | Ліга                 | Ігор                 | Голів                | Ліга          | Ігор          | Голів         | Ігор   | Голів  |        |
| ----------------- | ----------------- | ----------------- | --------- | --------- | ------------------ | ------------------ | ------------------ | -------------------- | -------------------- | -------------------- | ------------- | ------------- | ------------- | ------ | ------ | ------ |
| 2018-січ. 2019    | «Задар»           | 1Л                | 12        | 1         | КХ                 | 2                  | 1                  |                      | -                    | -                    |               | -             | -             | 14     | 2      |        |
| січ.-черв. 2019   | «Рієка»           | 1Л                | 12        | 1         | КХ                 | 2                  | 0                  |                      | -                    | -                    |               | -             | -             | 14     | 1      |        |
| 2019–20           | «Рієка»           | 1Л                | 15        | 0         | КХ                 | 3                  | 0                  | ЛЄ                   | 4                    | 0                    | SC            | 1             | 0             | 23     | 0      |        |
| Усього за кар'єру | Усього за кар'єру | Усього за кар'єру | 39        | 2         |                    | 7                  | 1                  |                      | 4                    | 0                    |               | 1             | 0             | 51     | 3      |        |

## Титули і досягнення
- Володар Кубка Хорватії (2):

«Рієка»: 2018–19, 2019–20
- Володар Кубка Азербайджану (1):

«Сабах»: 2024–25

## Особисте життя
Є сином відомого югославського футболіста Драгана Лепиньїці.